# Tu peux garder un secret ?
Pour plus de détails, voir Fiche technique et Distribution.
Tu peux garder un secret ? est un film français réalisé par Alexandre Arcady, sorti le 7 mai 2008.

## Synopsis
Une jeune femme qui travaille dans une agence de publicité, pour ne pas avouer qu'elle est célibataire, s'invente une liaison avec le directeur de l'agence. 
Malheureusement, ce qui n'était au début qu'une confidence va se propager comme une traînée de poudre. À partir de ce moment, ses collègues sont aux petits soins avec elle, espérant s'attirer à travers elle les bonnes grâces du patron. Pour éviter que ce dernier, qui entretient réellement une liaison adultère secrète, ait vent de la rumeur, Delphine et ses deux amies imaginent plusieurs ruses.

## Fiche technique
- Titre : Tu peux garder un secret ?
- Réalisation : Alexandre Arcady
- Scénario : Alexandre Arcady et Antoine Lacomblez, d'après le roman homonyme d'Isabelle Alexis
- Dialogues : Corinne Puget, Juliette Arnaud et Christine Anglio
- Photographie : Robert Alazraki
- Son : Amaury de Nexon et Didier Lozahic
- Montage : Manuel de Sousa et Nathalie Hubert
- Décors : Tony Egry
- Costumes : Agnès Falque
- Musique : Erwann Kermorvant
- Producteur : Alexandre Arcady
- Production : Alexandre Films avec France 2 et New Light Films
- Distribution : Wild Bunch
- Pays :  France
- Genre : comédie
- Format : couleur – 35 mm – 2.35:1 – Stéréo
- Durée : 98 min
- Sorties nationales :
  - 7 mai 2008 (France)
  - 14 mai 2008 (Belgique)

## Distribution
- Pierre Arditi : Pierre Grimaux
- Juliette Arnaud : Delphine
- Christine Anglio : Manon
- Corinne Puget : Cathy
- Linda Hardy : Nina
- Laurence Boccolini : Nicole
- Fanny Cottençon : Charlotte Grimaux
- Géraldine Nakache : Fanny
- Éric Berger : François
- Stéphane Bonnet : Hervé
- Ary Abittan : David
- Jean-Claude de Goros : l'avocat de Pierre
- Mostéfa Stiti : l'homme de ménage
- Sandrine Le Berre : Pauline, la secrétaire du patron
- Frédéric Quiring : Christophe
- Antoine de Caunes : Julien
- Michaël Youn : le livreur de pizza
- Oriane Cabaré : l'hôtesse d'accueil
- Vanessa Valence : une commère
- Isabelle Vitari : une commère
- Marion Gueguen : une employée de bureau
- Tom Hygreck : serveur au Buddha Bar
- Gérard Louvin : lui-même
- Jean-Claude Sindress : dragueur au Bound
- Isabelle Alexis : la mariée
- Daniel Saint-Hamont : le chauffagiste
- Jacques Bouanich : le gardien du parking
- Cindy Tempez : hôtesse d'accueil
- Johanna Kawa : assistante de Nina

## Autour du film
Les trois actrices principales ont co-créé et joué ensemble dans la pièce de théâtre Arrête de pleurer Pénélope.